# HarbourFront (métro de Singapour)
HarbourFront est une station de métro à Singapour. Elle est notamment connectée à l'île de Sentosa via le Sentosa Express. 

## Situation sur le réseau
C'est le terminal de la North East line ainsi que de la Circle line (métro de Singapour).

## Histoire
La partie dédiée à la North East line a été inaugurée le 20 juin 2003, et la plateforme pour la Circle line a ouvert le 8 octobre 2011 lors de la phase 4 et 5 de la ligne.